# Pomacentrus bintanensis
Pomacentrus bintanensis es una especie de peces de la familia Pomacentridae en el orden de los Perciformes.

## Morfología
Los machos pueden llegar alcanzar los 7,9 cm de longitud total.

## Hábitat
Es un pez de mar.

## Distribución geográfica
Se encuentra al noreste de Sumatra (Indonesia ).